# ماركو فابري
ماركو فابري (بالإيطالية: Marco Fabbri)‏ هو راقص على الجليد إيطالي، ولد في 2 فبراير 1988 في ميلانو في إيطاليا.

## وصلات خارجية
- ماركو فابري على موقع الاتحاد الدولي للتزلج (الإنجليزية)
- ماركو فابري على موقع الاتحاد الدولي للتزلج (الإنجليزية)
- ماركو فابري على موقع الاتحاد الدولي للتزلج (الإنجليزية)
- ماركو فابري على موقع اللجنة الأولمبية الدولية (الإنجليزية)
- ماركو فابري على موقع أوليمبيديا (الإنجليزية)